# Sayeeda Warsi
Sayeeda Hussain Warsi, baronessa Warsi (ur. 28 marca 1971 w Dewsbury) – brytyjska prawniczka i polityczka pakistańskiego pochodzenia, dożywotnia członkini Izby Lordów, działaczka Partii Konserwatywnej. Od 12 maja 2010 do 4 września 2012 minister bez teki w gabinecie Davida Camerona, następnie od 4 września 2012 do 5 sierpnia 2014 ministra stanu ds. religii i społeczności oraz starsza ministra stanu w resorcie spraw zagranicznych.  Jest pierwszą w historii muzułmanką, która weszła w skład brytyjskiego gabinetu.

## Życiorys

### Pochodzenie i młodość
Pochodzi z rodziny wywodzącej się z Pendżabu, jest przedstawicielką jej pierwszego pokolenia urodzonego już w Wielkiej Brytanii. Jej ojciec zaczynał swoją karierę w nowej ojczyźnie jako robotnik w tartaku, ale z czasem doszedł do pozycji właściciela dużej firmy wytwarzającej łóżka. Ukończyła prawo na University of Leeds, a następnie odbyła aplikację w York College of Law, w trakcie której odbywała praktyki w Crown Prosecution Service oraz służbach imigracyjnych. Następnie podjęła pracę w kancelarii należącej do byłego konserwatywnego posła Johna Whitfielda. Przez pewien czas przebywała w Pakistanie, gdzie pracowała jako prawniczka zarówno dla rządu, jak i organizacji pozarządowych.

### Kariera polityczna

#### W opozycji
W 2005 jako pierwsza muzułmanka w dziejach Partii Konserwatywnej została oficjalną kandydatką partii do Izby Gmin, jednak uległa w wyborach kandydatowi Partii Pracy, również będącemu zresztą muzułmaninem o pakistańskich korzeniach. Pomimo porażki awansowała w partyjnych szeregach, zostając specjalną doradczynią szefa partii Michaela Howarda ds. stosunków społecznych. Gdy liderem konserwatystów został David Cameron, mianował ją wiceprzewodniczącą partii (należy jednak pamiętać, że brytyjskimi partiami kierują ich liderzy, a praca przewodniczących bardziej przypomina sekretarzy generalnych w kontynentalnej Europie).
W 2007 została kreowana parem dożywotnim jako baronessa Warsi of Dewsbury. Była wówczas najmłodszą członkinią izby wyższej parlamentu. Równocześnie weszła do gabinetu cieni, gdzie została ministrą ds. jedności i aktywności społecznej. W tym samym roku wraz z lordem Ahmedem (pierwszym muzułmaninem w historii Izby Lordów, który zasiadł tam dziewięć lat przed nią) udała się do Sudanu, aby negocjować zwolnienie brytyjskiej nauczycielki, która została skazana na więzienie za obrazę islamu, polegającą na tym, iż pozwoliła swoim uczniom nazwać pluszowego misia Mahomet. Nauczycielka została przedterminowo zwolniona.

#### W rządzie
Po wyborach w 2010 roku objęła współprzewodnictwo Partii Konserwatywnej, które po raz pierwszy zostało podzielone między dwie osoby (drugą był lord Feldman). 12 maja 2010 premier David Cameron mianował ją ministrem bez teki. 4 września 2012, kiedy to Cameron dokonał rekonstrukcji swojego rządu, straciła stanowiska na rzecz Granta Shappsa. Otrzymała za to nowe funkcje wiceministra spraw zagranicznych oraz ministra stanu (w randze wiceministra samorządów i społeczności lokalnych) ds. religii i społeczności. Choć formalnie przestała być członkinią Gabinetu, decyzją premiera otrzymała przywilej stałego uczestnictwa w jego posiedzeniach.
Na początku sierpnia 2014 zrezygnowała ze wszystkich stanowisk rządowych ze względu na swój sprzeciw wobec stanowiska Wielkiej Brytanii wobec ostatniej eskalacji konfliktu izraelsko-palestyńskiego, a konkretnie daleko idącego poparcia dla ofensywy Izraela w Strefie Gazy. Postanowiła jednocześnie opublikować swój list do premiera Camerona, w którym formalnie podaje się do dymisji. Napisała tam m.in., iż „postawa i język [brytyjskiego rządu] w czasie obecnego kryzysu w Gazie są moralnie nie do obrony, nie służą interesowi narodowemu Wielkiej Brytanii i będą miały długoterminowy, niekorzystny wpływ na naszą reputację międzynarodową oraz w kraju”.